# Ducado de Saxe-Altemburgo
Saxe-Altemburgo ou Saxónia-Altemburgo foi um antigo ducado alemão situado no atual estado da Turíngia, pertencente aos Ducados Ernestinos, visto que eram governados por duques da linha Ernestina da casa de Wettin.

## Dados Geográficos
- Extensão: 1324 km²
- População: 216.100 h. (em 1910)
- Capital: Altemburgo
- Províncias:
  - Ostkreis Altemburgo cap., Schmölln, Gößnitz, Lucka, Meuselwitz, Mumsdorf, Roschütz, Hilbersdorf, Neukirchen, Russdorf.
  - Westkreis Eisenberg, Kahla, Orlamünde, Roda e Ammelstädt.
  - Camburgo

## História
O Ducado Saxe-Altemburgo era governado em 1572 por Frederico Guilherme I de Saxe-Altemburgo